# Cmentarz przy ul. Cmentarnej w Katowicach
Cmentarz przy ul. Cmentarnej w Katowicach – rzymskokatolicki cmentarz parafialny parafii św. Anny, zlokalizowany przy ulicy Cmentarnej w Katowicach, w dzielnicy Janów-Nikiszowiec. Obok cmentarza znajduje się staw Janów.
Cmentarz został założony w 1910 roku, wraz z powstaniem parafii św. Anny w Janowie. W 1928 roku na cmentarzu wzniesiono pomnik ku czci poległych w powstaniach śląskich, a w 1936 roku cmentarz powiększono do obecnych rozmiarów. Parafia odkupiła pod nową część 6 430 m² gruntu od kopalni „Giesche” za kwotę 10 gr za metr kwadratowy. W czasie II wojny światowej, gdy cmentarz przejęły władze, pomnik powstańców zburzono. Został odbudowany po wojnie. W 1988 roku cmentarz sprofanowano – zostało uszkodzonych 85 grobów, niektóre płyty odsunięto, a krzyże wsadzono górną częścią w ziemię.
Na cmentarzu znajduje się, pochodzący z połowy XIX wieku, krzyż z figurą. Cmentarz zajmuje powierzchnię 2,2575 ha.